# 中间车轴草
中间车轴草（学名：Trifolium medium）为豆科车轴草属下的一个种。